# François Ouimet (homme politique)
Pour les articles homonymes, voir François Ouimet et Ouimet.
François Ouimet, né à Montréal le 20 août 1959, est un avocat et un homme politique québécois. 
Il a été député libéral de la circonscription de Marquette et premier vice-président de l'Assemblée nationale du Québec jusqu'en octobre 2018. Il a été élu pour la première fois à l'élection de 1994. 

## Biographie
Ayant étudié en littérature, François Ouimet a complété une maîtrise en littérature à l'Université de Montréal (1984). Il s'est particulièrement intéressé à la comparaison des caractères distincts entre les œuvres littéraires francophones et anglophones du Canada. Il s'est ensuite dirigé vers le droit et en 1988 a complété un baccalauréat en droit à l'Université McGill de Montréal. Il a été admis au Barreau du Québec et à celui du Canada en 1989.  
Il a exercé sa profession en droit des affaires au cabinet Adessky, Poulin de 1990 à 1994. Il est père de trois enfants et parle couramment le français, l’anglais et l’italien.  

## Son passage à la CECM
De 1991 à 1994, il a été président de la Commission des écoles catholiques de Montréal (CECM) .  À ce poste, il a affirmé qu'il allait lutter contre l'instauration des commissions scolaires linguistiques. Toutefois, François Ouimet a provoqué un coup de théâtre en juin 1994 lorsque, lors du vote sur le positionnement de la CECM sur les commissions scolaires linguistiques, il a appuyé l'opposition, démissionnant du même coup de sa formation politique, le Regroupement scolaire confessionnel.
Il a démissionné de son poste le 29 août 1994 à la suite des pressions de l'opposition au Conseil des commissaires de la CECM face à son double rôle de candidat libéral et de président de la commission scolaire.

## Vie politique
Succédant en 1994 à Claude Dauphin comme député de Marquette, François Ouimet se fit élire pour la première fois le 12 septembre 1994. Il gagna avec une forte majorité les trois élections suivantes. À l'élection de 2014, il obtient sa plus forte majorité en emportant la victoire par 15 600 voix sur son plus proche adversaire.
Durant ses années dans l'opposition (de 1994 à 2003), il a occupé divers postes de porte-parole dont celui de la justice, de l'éducation et de la métropole. Il a été nommé en 2003 membre de la Commission spéciale en vue de l'étude de l'avant-projet de loi remplaçant la Loi électorale. Il s'est présenté contre trois autres députés libéraux en 2003 au poste de président de l'Assemblée nationale, participant ainsi à la première course de l'histoire pour ce poste entre députés d'une même formation politique. Au terme de la campagne, Michel Bissonnet avait été élu.
François Ouimet a été actif sur plusieurs fronts dans des dossiers tels que celui de l'Hôpital de Lachine, l'agrandissement de la bibliothèque Saul-Bellow, ainsi que la construction d'un nouveau complexe aquatique et gymnastique à Dorval. 
Il est député de Marquette et premier vice-président de l'Assemblée nationale du Québec .
Le 15 août François Ouimet a été forcé par le chef du PLQ, Philippe Couillard, de donner son siège à Enrico Ciccone, un ancien joueur de hockey de la LNH, alors que M. Couillard lui avait promis le poste de député dans la circonscription de Marquette en mai 2018, en lui disant «inquiète-toi pas, je ne te jouerai pas de tour. Je vais signer ton bulletin de candidature». Il se dit très déçu et triste que M. Couillard l'ait largué .